# 2009年中国大陆矿难列表
本条目旨在列举发生在2009年中国大陆的较重大矿难。据中国大陆官方统计，2009年中国大陆煤矿矿难共造成2631人死亡。 其中，2009年上半年中国大陆共发生各类事故186775起，死亡36370人。其中煤矿发生749起，死亡1175人。

## 1月
- 1月6日，江西萍乡矿业集团宜萍煤业公司由中鼎矿建公司组织在斜风井-125米煤巷垱头施工时，顶棚发生漏垮事故，6人死亡[3]。
- 1月10日，云南曲靖市富源县煤炭经贸公司经营的大河镇篆湾煤矿1号基建井，发生坍塌事故，5人死亡，5人受伤[4]。
- 1月14日，吉林市桦甸市卓隆矿业公司井下罐笼升井发生事故，4人死亡[5]。
- 1月16日，内蒙古自治区鄂尔多斯市准格尔旗，神华集团包头矿业有限责任公司黑岱沟露天矿发生使有害气体涌出事件，5人死亡，2人受伤[6]。

## 2月
- 2月12日，四川达州市达县新荣煤矿井下发生一起瓦斯事故，8人获救，5人死亡[7][8]。
- 2月13日，贵州毕节织金县珠藏镇织河煤矿，井下1166运输巷掘进头发生一起煤与瓦斯突出事故，25人获救，8人死亡[9]。
- 2月14日，重庆市奉节县兴隆镇石乳煤矿发生煤与瓦斯爆炸事件，3人死亡[10]。
- 2月22日，山西西山煤电集团屯兰煤矿南四盘区发生瓦斯爆炸事故。362人获救，78人死亡[11]。（参见：山西屯兰煤矿事故）
- 2月22日，河北省张家口市涿鹿县巩山镇巩山磷矿井下发生炮烟中毒事故，1人死亡。在抢救过程中，2名救援人员重伤，送医院抢救无效死亡。共造成3人死亡[12]。

## 3月
- 3月5日，四川省达州市金龙集团寿田嘴煤矿在连南巷维修时发生顶板垮塌事故，造成4人死亡[13]。
- 3月8日，安徽池州市东至区，迈捷矿业公司花山锑金矿井下掘进施工时发生炮烟中毒事故，5人死亡[14]。
- 3月8日，四川省宜宾市高县白庙乡芙蓉村煤矿发生透水事故，5人死亡[15]。
- 3月9日，内蒙古鄂尔多斯市准格尔旗聚能煤炭有限责任公司路鑫聚煤矿井下发生中毒事故，6人死亡，3人受伤[16][17]。
- 3月12日，甘肃武威市天祝县天祝陇德煤业有限公司发生瓦斯爆炸事故，6人死亡[18]。
- 3月13日，甘肃白银市平川区丰源顺煤业有限公司发生瓦斯窒息事故，7人死亡[18][19]。
- 3月18日，贵州六盘水市盘县特区羊场乡羊场煤矿发生顶板事故，76人获救，5人死亡[20]。
- 3月21日，湖南省衡阳市常宁市三角塘镇企业办煤矿发生透水事故，13人死亡[21]。

## 4月
- 4月4日，黑龙江鸡西市鸡冠区天源公司金利煤矿（证照齐全）井下发生透水事故，10人获救，12人死亡[22][23]。
- 4月6日，重庆巫溪县下堡镇八字庄煤矿发生瓦斯燃烧事故，8人获救，3人死亡[24]。
- 4月12日，四川宜宾市珙县马鞍山煤矿发生局部瓦斯爆炸事故，3人死亡，5人受伤[25]。
- 4月17日，湖南郴州市永兴县樟树乡大岭煤矿炸药爆炸事故，19人死亡，1人失踪[26]。

## 5月
- 5月15日，云南昭通地区镇雄县五德镇干沟村茶山煤矿发生一起瓦斯爆炸事故，10人死亡、3人轻伤[27]。
- 5月16日，山西大同矿务局麻家梁煤矿主立井工程，由中煤能源集团所属集团公司负责施工，后发生炮烟窒息事故，11人死亡，4人重伤，2人轻伤[28]。
- 5月30日，重庆市綦江县同华煤矿发生特大瓦斯爆炸事故，30人死亡，77人受伤，其中12人重伤[29]。

## 6月
- 6月2日，新疆兵团农十二师，昌平矿业公司104煤焦厂一号井发生局部瓦斯爆炸事故，3人死亡、5人轻伤[30]。
- 6月5日，新疆生产建设兵团昌吉州大黄山豫新煤业有限责任公司白杨河煤矿主发生瓦斯突出事故，7人死亡，81人获救[31]。
- 6月13日，湖南省娄底市冷水江市铎山镇金胜煤矿发生透水突泥事故，5人死亡、3人失踪[32]。
- 6月17日，贵州黔西南州晴隆县中营镇新桥煤矿发生透水事故，15人获救，16人死亡[32]。
- 6月19日，贵州黔南布州贵定县新巴镇田湾煤矿发生瓦斯爆炸事故，2人获救，6人死亡[33]。
- 6月23日，云南曲靖市师宗县宏兴煤矿发生顶板事故，3人死亡[34]。
- 6月24日，河南洛阳市伊川县奋进煤矿黄运输皮带巷皮带着火。25人获救，6人死亡[35]。

## 7月
- 7月4日，湖南郴州嘉禾县袁家煤矿发生事故，6人死亡[36][37]。
- 7月4日，重庆市合川区康佳煤业有限公司发生煤与瓦斯突出事故，5人死亡、1人受伤[38]。
- 7月8日，福建永定老寮坑煤矿发生透水事故，4人死亡，3人失踪[39]。
- 7月11日，河北钢铁集团石人沟矿发生爆炸，8人死亡、6人受伤[40]。
- 7月13日，安徽宣城市广德县劲羚矿业公司井下发生冒顶事故，3人死亡[41]。
- 7月19日，云南大理州祥云县云南驿镇，明凯煤矿发生瓦斯爆炸事故，3人死亡、2人受伤[42]。
- 7月21日，湖南郴州市嘉禾县夹木岭煤矿井下发生煤与瓦斯突出事故，3人死亡[43]。
- 7月22日，黑龙江省鸡西市恒山区鑫永丰煤矿发生漏水事故，5人死亡，18人失踪[44]。
- 7月23日，内蒙赤峰市林西县琥珀南沟萤石矿通风井进水，3人死亡[45]。
- 7月27日，四川凉山州益门煤矿在建设施工过程中，发生垮塌事故，8人死亡，8人受伤[46]。
- 7月29日，云南曲靖市富源县雅口煤矿发生水害事故，3人获救，5人死亡[47][48]。

## 8月
- 8月3日，贵州黔东南州天柱县石坪大湾煤矿发生瓦斯窒息事故，3人死亡[49]。2004年7月28日，该矿发生坠罐事故，2人死亡[50]。
- 8月4日，江西省萍乡市新岭煤矿发生一起透水事故，3人死亡[51][52]。
- 8月6日，新疆昌吉州吉木萨尔县富通煤矿瓦斯爆炸事故，5人死亡[53]。
- 8月9日，湖南娄底市双峰县杏子铺镇测水煤矿发生顶板事故，3人死亡[54][55]。
- 8月13日，贵州六盘水市六枝特区郎岱镇青菜塘煤矿发生煤与瓦斯突出事故，63人获救，3人死亡，1人受伤[56]。
- 8月22日，重庆南川县韦家湾煤矿井下发生一起顶板事故，4人获救，3人死亡[57]。
- 8月24日，贵州省六盘水市盘县发生瓦斯窒息事故，4人死亡[49]。
- 8月24日，山西省晋中市和顺县山西星光煤业有限责任公司发生瓦斯爆炸事故，14人死亡[49]。
- 8月25日，云南省昭通市昭阳区季家老林发生瓦斯爆炸事故，4人死亡、1人受伤[49]。
- 8月25日，江西省萍乡市上栗县东源乡虎塘冲煤矿发生透水事故，7人死亡[58]。
- 8月26日，贵州毕节地区黔西县江丰煤矿发生瓦斯爆炸事故，7人死亡，3人受伤（其中1人重伤）[59]。
- 8月28日，湖南郴州市北湖区原鲁塘镇积财石墨矿发生中毒窒息事故，15人死亡[60]。
- 8月30日，重庆天府矿务局三汇三矿发生煤与瓦斯突出事故，3人获救，7人死亡[61][62]。此前2008年10月27日，该矿曾发生过矿难[63]。

## 9月
- 9月4日，广东韶关乐昌市北乡镇大湾萤石矿发生中毒事故，4人死亡[64]。
- 9月6日，湖南娄底市冷水江市铎山镇茶子山煤矿发生局部瓦斯爆炸事故，6人获救，6人死亡[65]。
- 9月8日，河南省灵宝市金源矿业公司王家峪矿井下发生火灾事故，13人死亡[66]。
- 9月9日，河南平顶山新华四矿瓦斯爆炸事故，54人死亡，25人失踪[67][68]。
- 9月12日，四川宜宾市筠连县巡司镇，金鑫煤矿因放炮引发瓦斯爆炸事故，39人生还，4人死亡[69]。
- 9月19日，甘肃酒泉肃北县凯富矿业公司金庙沟煤矿发生一氧化碳中毒事故，4人死亡，1人轻度中毒[70]。
- 9月25日，内蒙古赤峰市林西县灵金矿业有限责任公司在放炮作业时发生中毒事故，5人死亡[71]。
- 9月28日，湖南郴州市永兴县蜈蚣岭处的非法煤矿发生瓦斯中毒事故，3人死亡、1人受伤[72]。
- 9月30日，吉林白山市江源县砟子煤矿发生跑车事故，3人死亡，7人受伤[73]。

## 10月
- 10月8日，安徽宣城地区宁国县乌石矿业公司发生煤与瓦斯突出事故，2人生还，3人死亡[74]。
- 10月8日，湖南娄底市冷水江市锡矿山闪星锑业公司南矿发生钢丝绳断绳事故，26人死亡，5人重伤[75][76]。
- 10月14日，宁夏三鑫机械化工程公司施工的神华宁煤集团大峰矿羊齿采区工程，发生爆炸事故，11人死亡，7人受伤，3人失踪[77]。
- 10月15日，浙江绍兴市诸暨市浣东街道盛兆坞三村俞高坞石灰石矿土石方坍塌，3人死亡[78]。
- 10月20日，湖南湘西州花垣县太阳山邓克松矿峒发生冒顶事故，3人死亡，1人轻伤[79]。
- 10月22日，湖南衡阳市耒阳市南阳镇严家冲煤矿南翼发生一起透水事故，4人死亡，2人失踪[80]。
- 10月26日，云南昭通地区巧家县小河铅锌矿炉房沟3号矿，井下放炮后矿洞内冒顶，4人死亡[81]。
- 10月29日，贵州黔南布州福泉县，双龙煤矿井下发生透水事故，3人死亡，5人受伤[82]。

## 11月
- 11月7日，贵州遵义市桐梓县龙会场煤矿井下发生煤与瓦斯突出事故，4人死亡。
- 11月10日，四川甘孜州康定县雅拉乡康定金矿矿洞发生塌方事故，4人死亡、1人轻伤[83]。
- 11月10日，宁夏石嘴山市惠农县福利厂沙巴台煤矿发生一起瓦斯爆炸事故，8人死亡、11人受伤[84]。
- 11月12日，黑龙江双鸭山市宝清县国明煤矿发生透水事故，造成7人被困井下[85]。
- 11月21日，黑龙江鹤岗市新兴煤矿发生一起瓦斯爆炸事故，108人死亡[86][87][88][89]。（参见：鹤岗新兴煤矿爆炸事故）
- 11月22日，湖南怀化市辰溪县郭家湾煤矿井下发生一起瓦斯爆炸事故，15人死亡，1人重伤，3人轻伤[90][91]。
- 11月25日，四川宜宾市江安县红桥镇龙凤煤矿发生一起顶板事故。4人死亡，1人受伤[92]。
- 11月26日，贵州黔西南州兴仁县振兴煤矿掘进工作面发生煤与瓦斯突出事故，10人死亡、3人重伤[93]。
- 11月28日，河南三门峡市灵宝县召威公司白杨沟金矿发生一起空压机油烟中毒事故，5人死亡[94]。

## 12月
- 12月11日，江西丰城市河东煤矿发生一起透水事故，5人被困[95]。
- 12月12日，福建省南平市政和县村民盗采矿石发生事故，5人死亡[96]。
- 12月12日，山西长治市武乡县显王煤矿有限公司井下工作面发生倒架事故，4人死亡[97]。
- 12月16日，黑龙江鸡西市密山市双龙煤矿发生跑车事故，4人死亡[98][99]。
- 12月18日，吉林辽源市东辽县东山金矿发生罐笼坠落事故，3人死亡[100]。
- 12月22日，贵州毕节威宁县炉山镇孔家沟煤矿井下发生顶板事故，5人死亡[101][102]。
- 12月26日，贵州黔南布州瓮安县宏福煤矿北发生瓦斯燃烧事故，17人获救，4人死亡、1人受伤[102]。
- 12月27日，贵州六盘水市钟山区大河镇粮源煤矿发生顶板事故，1人死亡，3人受伤，4人失踪[102]。
- 12月27日，山西晋中市介休市鑫裕沟煤业有限公司发生瓦斯燃烧事故，12人死亡[102]。
- 12月28日，云南楚雄州双柏县麻栗树煤矿发生煤与瓦斯突出事故，5人失踪，6人死亡[102]。
- 12月31日，贵州黔南布州龙里县摆省煤矿井下发生瓦斯燃烧事故，3人死亡[103]。